# Wrestle Kingdom 12
Wrestle Kingdom 12 fue la duodécima edición de Wrestle Kingdom, un evento de lucha libre profesional (o puroresu) promovido por New Japan Pro-Wrestling (NJPW) que se llevó a cabo el 4 de enero de 2018, en Tokio, Japón; en el recinto deportivo del Tokyo Dome. 
El evento principal fue la lucha de Kazuchika Okada que defendió el Campeonato Peso Pesado de la IWGP contra Tetsuya Naito, el ganador de la edición 27 del torneo G1 Climax.
Además este evento contó con la participación de la superestrella de la WWE, Chris Jericho, quien se enfrentó al Campeón IWGP de los Estados Unidos Kenny Omega. Esta lucha marcó el regreso de Chris Jericho a NJPW tras su última aparición en 1998.

## Producción
Wrestle Kingdom es considerado el evento insignia de New Japan Pro-Wrestling, y que continúa la tradición anual (proveniente desde 1992) de la empresa nipona en efectuar un evento en el Tokyo Dome, el 4 de enero de cada año como una celebración del Año Nuevo.
Debido a su legado, este evento ha sido descrito como un equivalente de WrestleMania en Japón en cuanto a su alcance en la lucha libre profesional.
Wrestle Kingdom 12 fue oficialmente anunciado el 13 de agosto de 2017, durante la final del torneo anual "G1 Climax".
Se anunció que el evento será transmitido en vivo a través de la plataforma de streaming de NJPW: 
NJPW World, con los comentarios en inglés por Kevin Kelly y Don Callis.
El presidente de la compañía, Takaaki Kidani anunció que NJPW puso a la venta una cantidad de 30,000 entradas para el evento. Los boletos salieron a la venta el 25 de octubre de 2017, incluyendo algunos paquetes de estadía para el evento enfocados exclusivamente para turistas extranjeros.

## Antecedentes
Durante el evento "NJPW King of Pro Wrestling"; Rocky Romero, quien había disuelto su equipo, Roppongi Vice con Beretta en buenos términos anunció que había formado un nuevo equipo: Roppongi 3K, un equipo basado en la vida lujosa que se da en el barrio de Roppongi, conformado por dos nuevos integrantes: Sho y Yoh. El nuevo equipo venció a Ryusuke Taguchi y a Ricochet ganando los Campeonatos Peso Pesado Jr. en parejas de la IWGP. Tras esto, NJPW comenzó el torneo: Super Jr. Tag League, cuya final terminaron ganando Roppongi 3k. Después de su victoria, The Young Bucks salieron a confrontarlos demandando una oportunidad titular; misma que el mánager de Roppongi 3k, Rocky Romero aceptó.

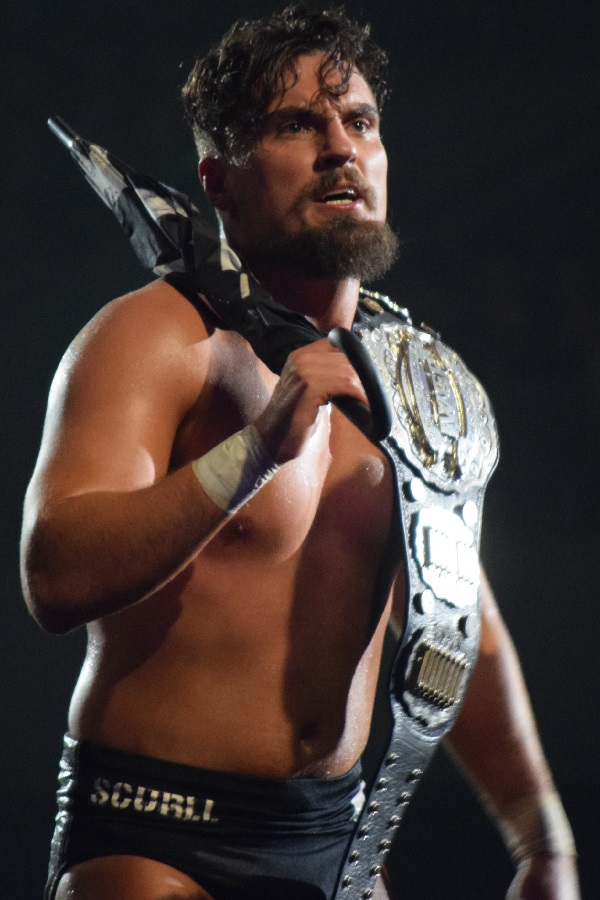
Marty Scurll, actual Campeón Jr. de NJPW

En "King of Pro-Wrestling", Will Ospreay derrotó a KUSHIDA ganando el Campeonato Peso Pesado Junior de la IWGP. Tras esto, Hiromu Takahashi y Marty Scurll salieron a confrontarlo. Scurll desafió a Ospreay por una oportunidad titular. En "Power Struggle", Marty Scurll venció a Will Ospreay tras un "Roll Up" cuestionable, que desembocó en Will Ospreay demandando una revancha. Kushida e Hiromu Takahashi también demandaron una oportunidad titular. Scurll decidió responder a todos pactando un Fatal 4 Way para Wrestle Kingdom 12.
Desde la final del G1 Climax en 2017, empezaron a salir una serie de videos crípticos anunciando la llegada de un nuevo luchador:"Switchblade" que finalmente debutaría en "NJPW Power Struggle". 
Durante el evento, y tras la victoria de Hiroshi Tanahashi sobre Kota Ibushi; Switchblade apareció, revelándose como el antiguo novato ("Young Lion") de NJPW: Jay White, quien había regresado de su excursión en Ring of Honor atacando a Tanahashi y demandando un combate titular.

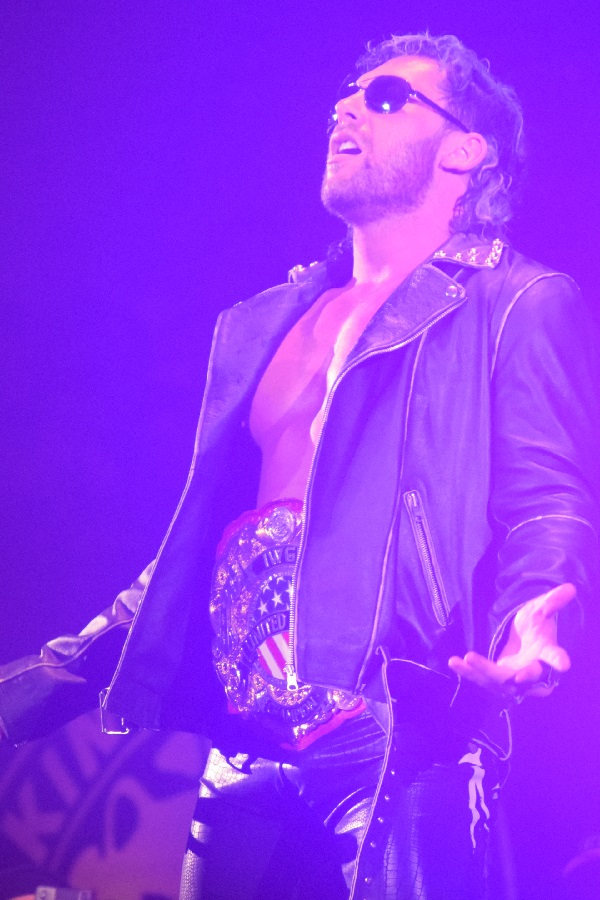
Kenny Omega, quien defenderá el Campeonato IWGP de los Estados Unidos

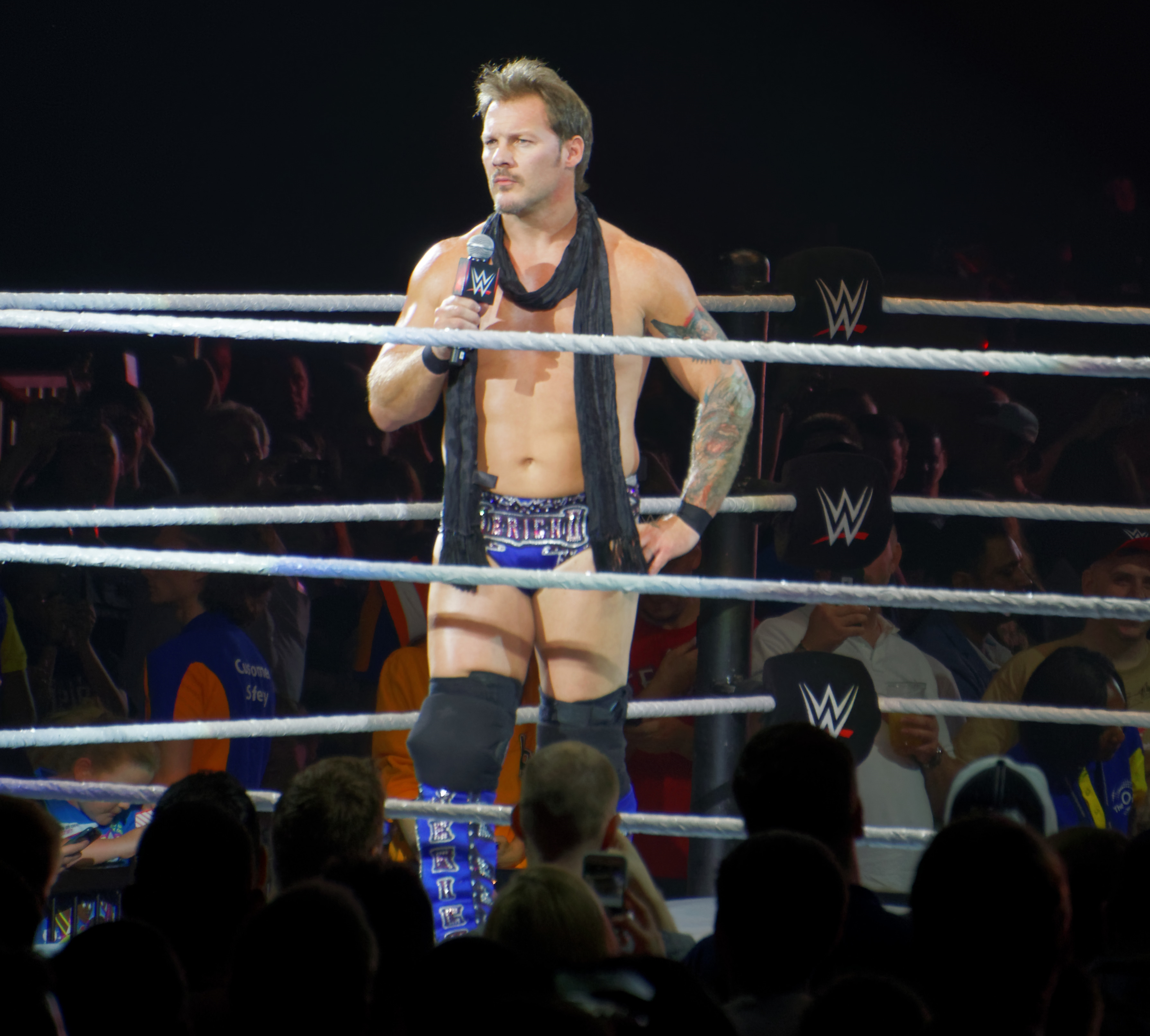
Chris Jericho, quien regresa a NJPW después de 20 años para retar a Omega.

Durante el año 2017, Chris Jericho y Kenny Omega empezaron un feudo   en sus cuentas de Twitter, alimentado cuando los fanáticos de ambos luchadores comparaban su desempeño y lo anteponían al del otro, considerando sus logros obtenidos durante esta última temporada y que ambos luchadores provienen del mismo lugar natal: Winnipeg, Canadá. Finalmente, en Power Struggle, después de la lucha entre Kenny Omega y Beretta por el Campeonato IWGP de los Estados Unidos. Omega retó a cualquier luchador que aparezca en este instante. Reto que fue aceptado, cuando Chris Jericho apareció en un video grabado desafiando a Kenny Omega a una lucha titular en Wrestle Kingdom 12, en un encuentro que diera fin a su rivalidad y que resuelva la consulta de cuál luchador es el "mejor del mundo" en un encuentro definido como "El Alfa vs. el Omega".
Tras esto, Kenny Omega aceptó.
Según la información provista por Dave Meltzer, Jericho habría terminado su contrato con WWE, por lo que este encuentro se daría gracias a su nuevo estado de "agente libre". Jericho regresa a la NJPW desde su última aparición en 1998, cuando se encontraba bajo contrato con WCW, en una pequeña rivalidad con Jushin Thunder Liger.

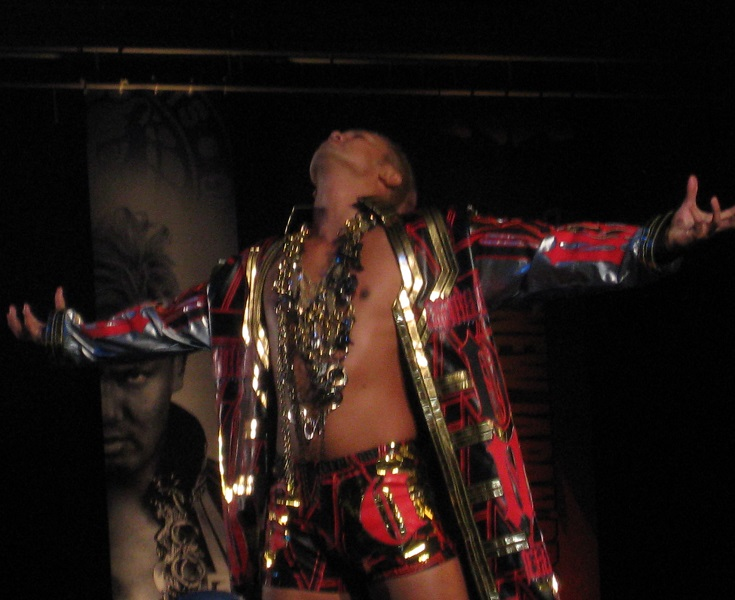
Kazuchika Okada, el Campeón Peso Pesado de la IWGP.

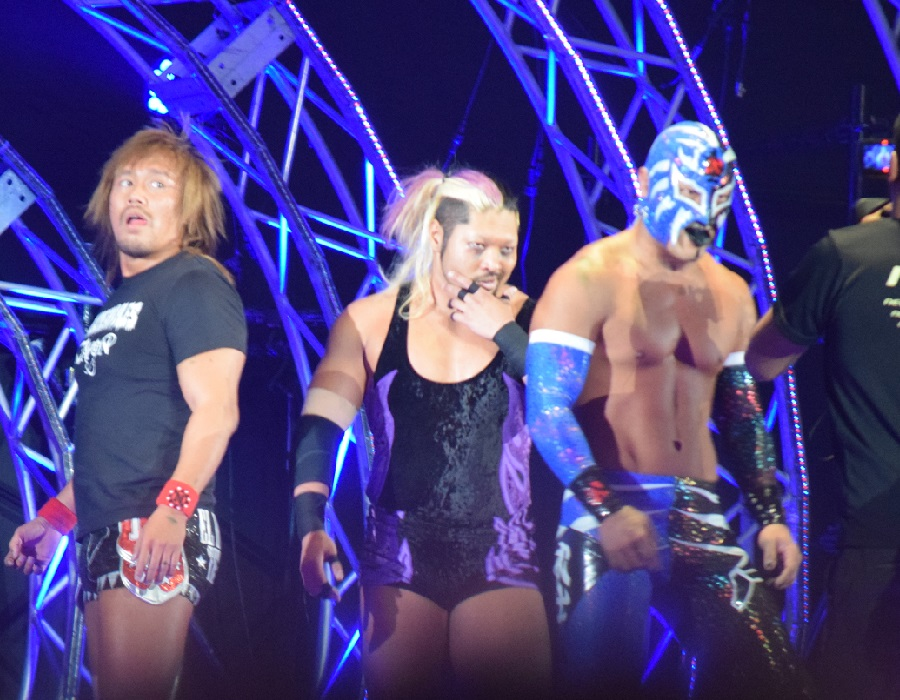
Tetsuya Naito (izq.) con "Los Ingobernables de Japón".

En 2013, Tetsuya Naito logró ganar el torneo más grande de la empresa: El G1 Climax, que le daba la oportunidad de retar al Campeón Peso Pesado de la IWGP: Kazuchika Okada en el más grande evento: Wrestle Kingdom 8. Durante el tiempo que se llevó esta rivalidad, debido a distintos problemas de booking, Naito comenzó a ser abucheado por el público, a pesar de ser face.
Debido a la pobre recepción que provocaba su personaje ante el público, NJPW decidió poner a votación popular el orden de presentación para ser el evento principal entre su lucha titular contra Okada, y la lucha por el Campeonato Intercontinental de la IWGP entre Hiroshi Tanahashi y Shinsuke Nakamura, resultando victoriosa esta última lucha. Finalmente, en Wrestle Kingdom 8, Naito terminaría siendo derrotado por Okada. El rechazo a Naito continuó durante los años 2014 y 2015, que duraría hasta la incursión de Naito en México, en el Consejo Mundial de Lucha Libre y más concretamente, su unión al stable de "Los Ingobernables". Tras el regreso de Naito a NJPW, Naito adoptaría una actitud más provocadora, irreverente y ególatra hacía el público que lo rechazó y también mostrando un desprecio marcado hacía las mismas tradiciones de NJPW cambiando a heel. De a poco, esta nueva actitud resultó en un fenómeno de masas entre el público de la NJPW, una que desafiaba los valores tradicionales de la sociedad japonesa contemporánea, provocando que de una manera, Naito comenzase a ser apoyado por el público. Este creciente apoyo hacia Naito, desembocó en la creación de un nuevo stable: Los Ingobernables de Japón, y la posterior victoria de Naito a Okada ganando así el Campeonato Peso Pesado de la IWGP en abril de 2016 por primera vez en su carrera. Okada terminaría recuperando el campeonato en Dominion manteniéndolo en varias defensas contra diferentes oponentes hasta esa fecha. En agosto de 2017, Naito terminaría ganando nuevamente el G1 Climax en la final ante Kenny Omega, obteniendo así una nueva oportunidad contra el campeonato de Kazuchika Okada en Wrestle Kingdom 12.

## Resultados
- Pre-show: Masahito Kakihara ganó la New Japan Rumble. (31:06)
  - Kakihara eliminó finalmente a Cheeseburger, ganando la lucha. (ver detalles)
- The Young Bucks (Matt Jackson & Nick Jackson) derrotaron a Roppongi 3k (Sho & Yoh) (con Rocky Romero) y ganaron los Campeonatos Peso Pesado Junior en Parejas de la IWGP. (18:49)[8]
  - Matt forzó a Yoh a rendirse con un «Sharpshooter».
- CHAOS (Tomohiro Ishii, Berreta & Toru Yano) derrotaron a Bullet Club (Bad Luck Fale, Tama Tonga & Tanga Loa) (c), Taguchi Japan (Juice Robinson, Ryusuke Taguchi & Togi Makabe), Michael Elgin & War Machine (Raymond Rowe & Hanson) y Suzuki-gun (Taichi, Takashi Iizuka & Zack Sabre Jr.) en un Gauntlet Match y ganaron los Campeonatos de Peso Abierto de Seis Hombres NEVER. (17:03)
  - Sabre Jr. forzó a Rowe a rendirse con un «Triangle Armbar».
  - Yano cubrió a Taichi después de empujarlo contra Iizuka.
  - Yano cubrió a Taguchi con un «Roll-Up».
  - Berreta cubrió a Tonga después de un «Dudebuster».
- Kota Ibushi derrotó a Cody (con Brandi Rhodes). (15:08)[8]
  - Ibushi cubrió a Cody después de un «Phoenix Splash».
  - Originalmente, este encuentro debía ser por el Campeonato Mundial de ROH, lo cual no ocurrió debido a que Cody perdió el título ante Dalton Castle en Final Battle un mes antes.
- Los Ingobernables de Japón (EVIL & Sanada) derrotaron a K.E.S. (Davey Boy Smith Jr. & Lance Archer) y ganaron los Campeonatos en Parejas de la IWGP. (14:14)
  - Sanada cubrió a Smith Jr. después de un «Moonsault».
- Hirooki Goto derrotó a Minoru Suzuki en un Hair vs. Hair Match No Seconds Deathmatch y ganó el Campeonato de Peso Abierto NEVER. (18:04)
  - Goto cubrió a Suzuki después de un «GTR».
  - Como consecuencia, Suzuki tuvo que raparse la cabellera.
  - Durante el combate, Suzuki-Gun intentó intervenir, pero fueron detenidos por CHAOS y los oficiales del combate.
- Will Ospreay derrotó a Marty Scurll (c), Hiromu Takahashi y KUSHIDA y ganó el Campeonato Peso Pesado Junior de la IWGP. (21:18)[8]
  - Ospreay cubrió a Scurll después de un «OsCutter».
- Hiroshi Tanahashi derrotó a Jay White y retuvo el Campeonato Intercontinental de la IWGP. (19:56)[8]
  - Tanahashi cubrió a White después de un «High Fly Flow».
- Kenny Omega derrotó a Chris Jericho en un No Disqualification Match y retuvo el Campeonato Peso Pesado de los Estados Unidos de la IWGP. (34:36)[9][8]
  - Omega cubrió a Jericho después de un «One Winged Angel» sobre una silla.
  - Este encuentro marcó el regreso de Chris Jericho a NJPW después de 20 años.
- Kazuchika Okada (con Gedo) derrotó a Tetsuya Naito y retuvo el Campeonato Peso Pesado de la IWGP. (36:30)[10]
  - Okada cubrió a Naito después de un «Tomstone Piledriver» y un «Rainmaker».

### New Japan Rumble: entradas y eliminaciones
El color rojo ██ indica las superestrellas invitadas de ROH, azul ██ indica las superestrellas invitadas que luchan en el circuito independiente y no pertenecen al roster de NJPW, sin color indica las superestrellas que compiten en NJPW.

Pin=conteo de tres; Sub=rendición; E.T.C.=Eliminación por encima de la tercera cuerda
| Resultados | Resultados               | Resultados  | Resultados              | Resultados  |
| Entradas   | Entradas                 | Eliminación | Eliminación             | Eliminación |
| Orden      | Nombre                   | Orden       | Por                     | Modalidad   |
| ---------- | ------------------------ | ----------- | ----------------------- | ----------- |
| 1          | BUSHI                    | 2           | Nakanishi               | E.T.C.      |
| 2          | Katsuya Kitamura         | 6           | Owens                   | PIN         |
| 3          | Delirious                | 1           | Owens                   | PIN         |
| 4          | Leo Tonga                | 3           | Nakanishi & Nagata      | PIN         |
| 5          | Manabu Nakanishi         | 4           | Nagata                  | PIN         |
| 6          | Chase Owens              | 7           | Kanemaru & Michinoku    | E.T.C.      |
| 7          | Yuji Nagata              | 5           | Kitamura & Owens        | PIN         |
| 8          | Taka Michinoku           | 12          | Gambino                 | PIN         |
| 9          | Yoshinobu Kanemaru       | 11          | Tiger Mask & Gambino    | PIN         |
| 10         | El Desperado             | 8           | Liger                   | PIN         |
| 11         | Jushin Thunder Liger     | 8           | Desperado & Michinoku   | PIN         |
| 12         | Tiger Mask IV            | 10          | Kanemaru                | PIN         |
| 13         | Gino Gambino "Mr. Juicy" | 13          | Henare & Finlay         | PIN         |
| 14         | Toa Henare               | 14          | YOSHI-HASHI             | E.T.C.      |
| 15         | YOSHI-HASHI              | 15          | Finlay                  | PIN         |
| 16         | David Finlay             | 16          | Takahashi               | E.T.C.      |
| 17         | Yujiro Takahashi         | 17          | Kojima                  | PIN         |
| 18         | Cheeseburger             | 20          | Kakihara                | PIN         |
| 19         | Satoshi Kojima           | 18          | Cheeseburger            | E.T.C.      |
| 20         | Hiroyoshi Tenzan         | 20          | Kakihara & Cheeseburger | E.T.C.      |
| 21         | Masahito Kakihara        | —           | GANADOR                 | —           |